# Family First Party
Die Family First Party war eine politische Partei in Australien. Family First betrieb eine nationalkonservative Familienpolitik.

## Geschichte
Die Partei wurde für die Wahlen 2002 im Staat South Australia gegründet. Der Pastor Andrew Evans wurde der erste Abgeordnete der Partei, als er für das Unterhaus in South Australia einen Sitz gewinnen konnte. Mit Dennis Hood konnte 2006 ein zweiter Family-First-Vertreter in das Unterhaus von South Australia einziehen.
Bei den Bundeswahlen 2004 nahm die Partei in allen Staaten an den Wahlen teil, wobei sie vor allem mit der Liberal Party of Australia zusammenarbeitete, jedoch auch mit der Australian Labor Party. Parteichef Steve Fielding gelang es als bisher einzigem Politiker von Family First, bundesweit einen Sitz zu erhalten – für den australischen Senat wurde er im Staat Victoria gewählt. Bei den Bundeswahlen 2007 konnten keine Sitze dazugewonnen werden.
Obwohl die Partei sich offiziell auf keine religiöse Seite schlug, hatten viele Parteimitglieder einen konservativen christlichen Hintergrund.
Die Partei wurde am 26. April 2017 aufgelöst und ging in die Australian Conservatives über.

## Politische Beziehungen
Family First und die Australian Greens haben oft widersprüchliche Ansichten, wobei die Greens öffentlich von Family First als zu „extrem“ in ihrer Politik angesehen werden. Diese Rivalität rührt auch daher, dass beide Parteien vor allem um die Gunst der Labor Party buhlen und ideologisch zahlreiche politische Themen anders bewerten. Bei den Staatswahlen 2006 in Victoria griff Family First in seiner begrenzten Werbekampagne immer wieder die Greens an und kritisierte sie wiederholt.
Die Beziehungen zu Fred Niles Christian Democratic Party sind angespannt, da beide Parteien um dieselbe Wählerschicht buhlen, vor allem die der Liberal Party of Australia.

## Wahlergebnisse

### South Australia 2002
Die Wahlen in South Australia waren die ersten der Partei. Der Pastor Andrew Evans kam dort auf 4,02 % der Wählerstimmen, was ausreichte, einen der elf Sitze im Unterhaus South Australias zu bekommen.

### Bundeswahl 2004
Family First erreichte 1,76 % aller nationalen Stimmen und übertraf die Erwartungen bei Weitem – sogar die Australian Democrats konnte man um mehr als 40.000 Stimmen schlagen. Dies lag vor allem am guten Wahlergebnis in Victoria, wo Fielding zum ersten bundesweiten Abgeordneten seiner Partei gewählt wurde.
Auch in Tasmanien scheiterte man nur knapp an einem Senatssitz.

### Staatswahlen seit 2004
Im Jahr 2005 kam Family First auf 2 % der Stimmen in Western Australia, obwohl sie nur für fünf der sechs Sitze des Unterhauses antraten. Interessanterweise lehnte die Partei das Angebot zweier Politiker ab, ihre Sitze für Family First zur Verfügung zu stellen, da sich diese zuvor für die Legalisierung von Abtreibungen eingesetzt haben.
Bei den Wahlen in South Australia erreichte Family First im Jahr 2006 mit 4,98 % der Stimmen ein deutlich verbessertes Ergebnis. Mit Dennis Hood wurde ein zweiter Abgeordneter gewählt. In ländlichen und außerstädtischen Regionen erhielt Family First bis zu 10 % der Stimmen – für den Wahlbezirk Kavel erreichte Tom Playford sogar 15,7 %.
Im Jahr 2006 erreichte die Partei 7 % der Erststimmen in Queensland. Mit bis zu 14,5 % der Wählerstimmen konnte sich der positive Trend der letzten Monate und Jahre fortsetzen. Da Queensland jedoch kein Oberhaus hat und die benötigten Wählerstimmen, um gewählt zu werden, deutlich höher angesiedelt sind, reichte es zu keinem weiteren Abgeordneten.
Bei den Wahlen in Victoria konnte man im Jahr 2006 einen Sprung von 1,9 % auf 4,27 % der Erstwählerstimmen beobachten, allerdings reichte dies wieder nicht zur Wahl eines ihrer Kandidaten.

### Bundeswahlen 2007
Family First trat bei den Wahlen mit dem Ziel an, seine Wählerbasis auch national zu vergrößern, doch mit 1,62 % der Stimmen im Senat und 1,99 % im Repräsentantenhaus lagen die Ergebnisse enttäuschend niedrig und sogar unter denen der ersten bundesweiten Wahlteilnahme 2004. Immerhin konnte man in Victoria das Wahlergebnis leicht verbessern.

## Politik

### Abtreibung
Laut der Homepage von Family First sieht man jedes Leben für lebenswert an und ist strikt gegen die weitere medizinische Betreuung der Abtreibung.

### Asylsuchende
Family First behauptet von sich selbst eine „mitfühlende“ Haltung gegenüber Flüchtlingen zu haben. Bedingung hierfür sei, dass Asylanten nicht woanders im Gefängnis seien. Ein passender Gesetzentwurf konnte bisher jedoch nicht ausgearbeitet werden.

### Drogen
Family First ist sich einig, dass das Drogenproblem in Australien nur mit einer Null-Toleranz-Politik und Prävention zu lösen sei.

### Umwelt
Die Partei setzt sich für die Erhaltung der Umwelt ein, da diese auch für kommende Generationen erhalten bleiben solle.

### Sexualität
Family First setzt sich gegen die Förderung einer sogenannten Regenbogenfamilie ein, d. h. gegen das Recht von gleichgeschlechtlichen Partnern gemeinsam Kinder zu adoptieren. Des Weiteren ist Family First gegen die Ehe unter Homosexuellen, mit der Begründung, die Ehe sei „eine Gemeinschaft zwischen Mann und Frau“.

### Aborigines
Family First war die erste Partei, die eine indigene Frau als Parteipräsidentin nominierte – die Anwältin Andrea Mason.

### Pornografie
Family First setzt sich für einen Contentfilter im Internet ein, um Kinder vor pornographischen Inhalten zu schützen.

### Irak-Krieg
Die Partei ist der Ansicht, dass der Irak-Krieg 2003 falsch war, da zuvor keine diplomatischen Bemühungen unternommen worden seien. Da Australien aber am Krieg teilnahm, stehe man nun in der Pflicht, Australier und Iraker, die sich im Irak aufhalten, gleichermaßen durch die eigene Truppenpräsenz zu schützen.